# Trigloporus lastoviza
Il capone ubriaco (Trigloporus lastoviza) è un pesce di mare appartenente alla famiglia Triglidae. È l'unico membro del genere Trigloporus.

## Distribuzione e habitat
È diffuso in tutto il mar Mediterraneo e nell'Oceano Atlantico contiguo a nord fino alle Isole Britanniche. Nei mari italiani sembra più comune in Adriatico.
Vive su fondi sabbiosi a piccole profondità, spesso vicino a posidonieti.

## Descrizione
È una tipica "Gallinella" con muso assai ripido e pinne pettorali grandi che superano l'inizio della pinna anale. Come tutti i Triglidi possiede 3 raggi della pinna pettorale liberi con cui si muove sul fondale e pinne pettorali ampie ed a forma di ali.
La livrea è sui toni del rossastro, a volte anche rosso vivo, più spesso di color bruno-mattone con variegature e macchie molto variabili. Le pinne pettorali superiormente hanno colori simili a quelli del corpo mentre sotto hanno un vivace colore nero-blu con punteggiature blu elettrico.
L'animale normalmente non supera i 25 cm (eccezionalmente fino a 40).

## Alimentazione
Si ciba soprattutto di crostacei brachiuri bentonici.

## Pesca
Si cattura con vari sistemi di pesca e viene venduto tra il pesce da zuppa.